# Метриш
Метриш је насељено место града Зајечара у Зајечарском округу. Према попису из 2022. било је 145 становника (према попису из 1991. било је 514 становника).
Смештено је 35 km североисточно од града Зајечара и 3 km источно од пута Зајечар-Неготин. Налази се 260 м надморске висине, те је веома погодно за узгој винове лозе и производњу грожђа.
Становништво села је српско, досељено у време формирања насеља с Косова и из Старе Србије.

## Демографија
Према попису из 2011.године у Метришу је живео 281 становник у 120 домаћинстава.
По народном казивању, село је добило име од измењене речи "метла". Село је на површи са обе стране Сиколске реке, чија је долина широка а стране благе. Површ је заравњена, осим малих узвишења и плитких долина потока Бачуре и Совинца. Село је збијеног типа и подељено у Горњи крај и Доњи крај. Гробље је на брду источно од села.
Метриш је као насељено место први пут забележено именом "Metrich" на карти из 1722.године, а 1736.год. именом "Metrisch". Као Метриш је забележено 1811.године, када се помиње и кнез Стеван метришки.
По предању, село је било у Селишту, основано пре 300-400 и више година. Оснивачи села у Селишту су дошли из Старе Србије и са Косова, чији су потомци: Дмитровци, Долујевци, Јевтиновићи, Давидовићи, Илинци и Матинци. У Селиште су такође досељени: Павловићи, Милићи, Манојловци, Ђуричићи и Којићи који су пореклом из Леновца, а овде су дошли из Рготине, затим Селимкићи, Станојловићи, Солиманци.
Сеоска заветина је летњи Св. Арханђео, а црква слави Спасовдан.
Према попису из 2002. било је 392 становника (према попису из 1991. било је 514 становника). У насељу Метриш је 2002. године живело 367 пунолетних становника, а просечна старост становништва је износила 58,8 година (57,3 код мушкараца и 60,3 код жена).
Ово насеље је великим делом насељено Србима (према попису из 2002. године), а у последња три пописа, примећен је пад у броју становника.
|  |

| Демографија | Демографија | Демографија |
| Година      | Становника  | Становника  |
| ----------- | ----------- | ----------- |
| 1948.       | 1.047       |             |
| 1953.       | 1.040       |             |
| 1961.       | 1.059       |             |
| 1971.       | 832         |             |
| 1981.       | 657         |             |
| 1991.       | 514         | 501         |
| 2002.       | 392         | 406         |

| Етнички састав према попису из 2002.‍ | Етнички састав према попису из 2002.‍ | Етнички састав према попису из 2002.‍ | Етнички састав према попису из 2002.‍ | Етнички састав према попису из 2002.‍ |
| ------------------------------------ | ------------------------------------ | ------------------------------------ | ------------------------------------ | ------------------------------------ |
|                                      |                                      |                                      |                                      |                                      |
| Срби                                 | Срби                                 |                                      | 390                                  | 99,48%                               |
| Власи                                | Власи                                |                                      | 1                                    | 0,25%                                |
| непознато                            | непознато                            |                                      | 1                                    | 0,25%                                |

| Година пописа     | 1948. | 1953. | 1961. | 1971. | 1981. | 1991. | 2002. |
| ----------------- | ----- | ----- | ----- | ----- | ----- | ----- | ----- |
| Број домаћинстава | 215   | 211   | 219   | 205   | 190   | 173   | 165   |

| Број чланова      | 1  | 2  | 3  | 4  | 5 | 6 | 7 | 8 | 9 | 10 и више | Просек |
| ----------------- | -- | -- | -- | -- | - | - | - | - | - | --------- | ------ |
| Број домаћинстава | 44 | 68 | 22 | 18 | 8 | 2 | 2 | 1 | 0 | 0         | 2,38   |

| Пол    | Укупно | Неожењен/Неудата | Ожењен/Удата | Удовац/Удовица | Разведен/Разведена | Непознато |
| ------ | ------ | ---------------- | ------------ | -------------- | ------------------ | --------- |
| Мушки  | 179    | 22               | 131          | 20             | 5                  | 1         |
| Женски | 191    | 8                | 124          | 51             | 8                  | 0         |
| УКУПНО | 370    | 30               | 255          | 71             | 13                 | 1         |

| Пол    | Укупно                    | Пољопривреда, лов и шумарство | Рибарство                            | Вађење руде и камена | Прерађивачка индустрија       |
| ------ | ------------------------- | ----------------------------- | ------------------------------------ | -------------------- | ----------------------------- |
| Мушки  | 41                        | 24                            | 0                                    | 0                    | 0                             |
| Женски | 36                        | 24                            | 0                                    | 0                    | 2                             |
| УКУПНО | 77                        | 48                            | 0                                    | 0                    | 2                             |
| Пол    | Производња и снабдевање   | Грађевинарство                | Трговина                             | Хотели и ресторани   | Саобраћај, складиштење и везе |
| Мушки  | 0                         | 0                             | 6                                    | 2                    | 4                             |
| Женски | 0                         | 0                             | 1                                    | 4                    | 0                             |
| УКУПНО | 0                         | 0                             | 7                                    | 6                    | 4                             |
| Пол    | Финансијско посредовање   | Некретнине                    | Државна управа и одбрана             | Образовање           | Здравствени и социјални рад   |
| Мушки  | 0                         | 0                             | 1                                    | 1                    | 1                             |
| Женски | 0                         | 0                             | 0                                    | 2                    | 2                             |
| УКУПНО | 0                         | 0                             | 1                                    | 3                    | 3                             |
| Пол    | Остале услужне активности | Приватна домаћинства          | Екстериторијалне организације и тела | Непознато            | Непознато                     |
| Мушки  | 1                         | 0                             | 0                                    | 1                    | 1                             |
| Женски | 0                         | 0                             | 0                                    | 1                    | 1                             |
| УКУПНО | 1                         | 0                             | 0                                    | 2                    | 2                             |